# Darrang
Darrang ist ein Distrikt im indischen Bundesstaat Assam in der Division North Assam. Sitz der Verwaltung ist die Stadt Mangaldai.

## Geografie

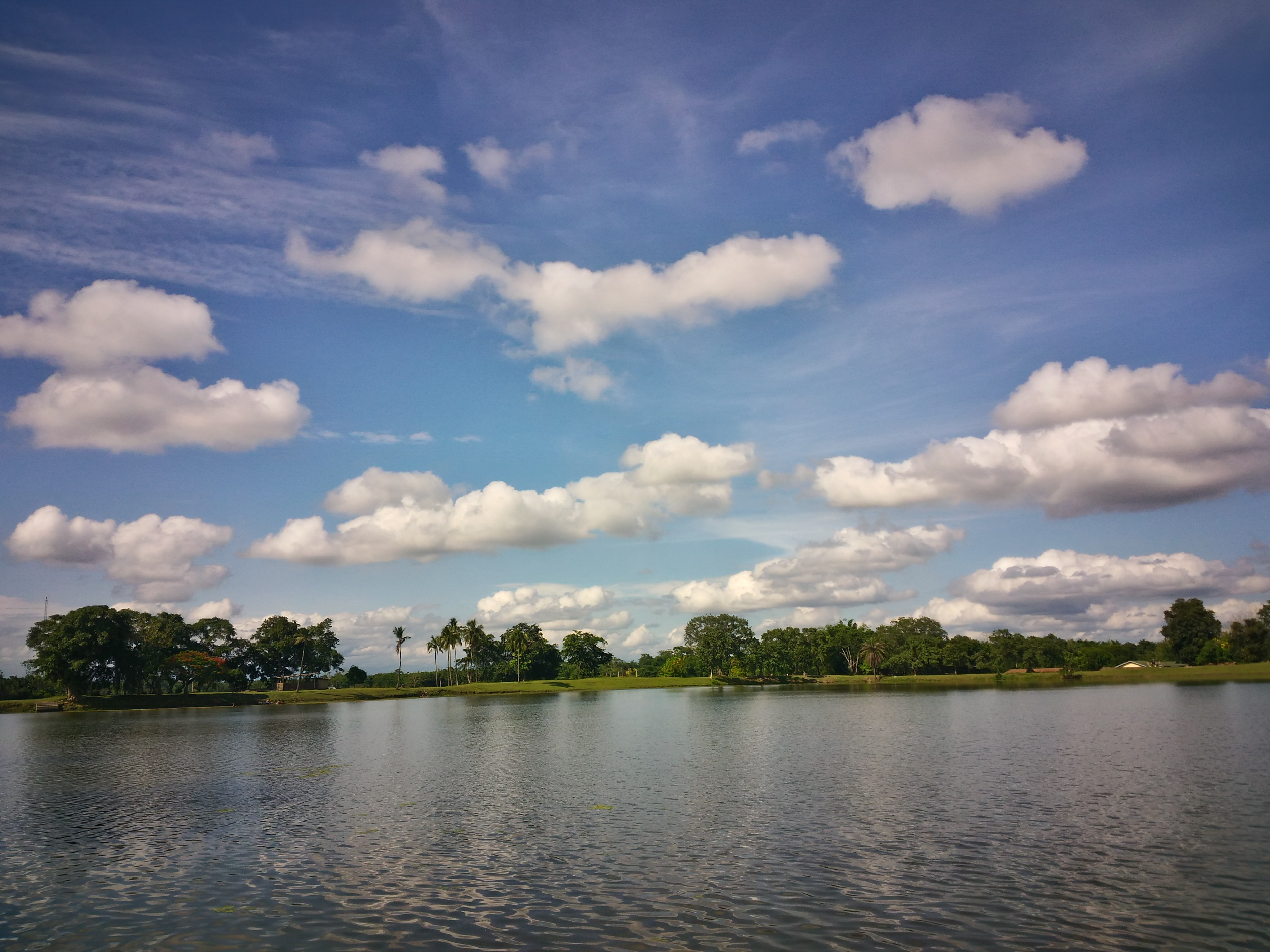
Landschaft am Teich Burhanigar

Der Distrikt liegt im Zentrum von Assam. Er grenzt im Norden an den Distrikt Udalguri, im Osten an den Distrikt Sonitpur, im Südosten und Süden an den Distrikt Marigaon, im Süden und Südwesten an den Distrikt Kamrup Metropolitan, im Westen an den Distrikt Kamrup sowie im Nordwesten an den Distrikt Tamulpur.
Der Distrikt liegt in der Tiefebene von Assam und abgesehen von ein paar Inseln im Fluss nördlich des Brahmaputras. Die Fläche beträgt 1585 km².

## Geschichte
Der Distrikt Darrang teilt die Geschichte mit den Nachbardistrikten. Zuerst gehörte er von 350 bis 1140 zum Reich Kamarupa, später zum Königreich Kamata. Von 1498 bis 1515 gehörte das Gebiet zum Sultanat von Bengalen. Ab 1515 wurde es durch die Dynastie Koch regiert. Ein Familienzweig dieser Königsfamilie verwaltete das Gebiet von 1587 bis 1612. Danach war es bis 1658 Teil des Mogulreichs. Zwischen 1658 und 1681 wechselte die Region wegen der Kriege zwischen dem Mogulreich und dem Königreich Ahom mehrfach den Besitzer. Ab 1681 bis 1816 gehörte es zu diesem Königreich. Ab 1816 stand das Gebiet unter starkem Einfluss von Birma. Nach dem Ersten Anglo-Birmanischen Krieg kam die Region nach dem Vertrag von Yandaboo unter die Herrschaft der Britischen Ostindien-Kompanie. Diese schuf 1833 den Distrikt Darrang, der das Gebiet der heutigen Distrikte Biswanath, Darrang, Sonitpur und Udalguri abdeckte. Auch nach der Unabhängigkeits Indiens blieb dieser Distrikt bestehen. Erst ab 1983 verkleinerte er sich auf den heutigen Umfang.

## Bevölkerung

### Einwohnerentwicklung
In den ersten Jahrzehnten des 20. Jahrhunderts wuchs die Bevölkerung bereits stark. Dies trotz Seuchen, Krankheiten und Hungersnöten. Seit der Unabhängigkeit Indiens hält die starke Bevölkerungszunahme weiterhin an. Während die Bevölkerung in der ersten Hälfte des 20. Jahrhunderts um rund 136 % zunahm, betrug das Wachstum in den fünfzig Jahren zwischen 1961 und 2011 199 %. Die Bevölkerungszunahme zwischen 2001 und 2011 lag bei 22,19 % oder rund 169.000 Menschen. Offizielle Bevölkerungsstatistiken der heutigen Gebiete sind seit 1901 bekannt und veröffentlicht. Grund für die ungewöhnlich starke Zunahme der Bevölkerung seit 1901 war lange Zeit die Zuwanderung ins dünn besiedelte Gebiet. Heutzutage ist es der Geburtenüberhang. Die Entwicklung verdeutlicht folgende Tabelle:
| Jahr      | 1901   | 1911   | 1921    | 1931    | 1941    | 1951    | 1961    | 1971    | 1981    | 1991    |
| Einwohner | 99.002 | 98.758 | 110.391 | 139.089 | 188.189 | 233.607 | 310.321 | 404.961 | k. Ang. | 618.653 |

### Bedeutende Orte
Im Distrikt gibt es insgesamt nur drei Orte, die als Städte (towns und notified towns) gelten. In diesen Städten wohnen insgesamt 55.494 Menschen oder 5,98 % der Distriktsbevölkerung. Die drei Städte sind:

### Geschlechterverteilung
Der Distrikt hatte – für Indien üblich – stets mehr männliche als weibliche Einwohner. Der hohe Männerüberschuss während der Kolonialzeit setzte sich nach der Unabhängigkeit noch fort. Doch in den letzten Jahrzehnten ist der Männerüberhang stark gesunken. Bei den jüngsten Bewohnern (156.408 Personen unter 7 Jahren) liegen die Anteile bei 79.437 Personen männlichen (50,79 Prozent) zu 76.971 Personen (49,21 Prozent) weiblichen Geschlechts.
| Verteilung der Bevölkerung nach Geschlecht im Distrikt Darrang |                   |                   |                   |                   |                   |                   |                   |                   |                   |                   |                   |                   |
|                                                                | Volkszählung 1901 | Volkszählung 1901 | Volkszählung 1941 | Volkszählung 1941 | Volkszählung 1951 | Volkszählung 1951 | Volkszählung 1991 | Volkszählung 1991 | Volkszählung 2001 | Volkszählung 2001 | Volkszählung 2011 | Volkszählung 2011 |
| Anzahl                                                         | Anteil            | Anzahl            | Anteil            | Anzahl            | Anteil            | Anzahl            | Anteil            | Anzahl            | Anteil            | Anzahl            | Anteil            |                   |
| GESAMT                                                         | 99.002            | 100 %             | 188.189           | 100 %             | 233.607           | 100 %             | 618.653           | 100 %             | 759.858           | 100 %             | 928.500           | 100 %             |
| Männer                                                         | 51.667            | 52,19 %           | 100.096           | 53,19 %           | 124.279           | 53,20 %           | 319.454           | 51,64 %           | 392.362           | 51,64 %           | 475.273           | 51,19 %           |
| Frauen                                                         | 47.335            | 47,81 %           | 88.093            | 46,81 %           | 109.328           | 46,80 %           | 299.199           | 48,36 %           | 367.496           | 48,36 %           | 453.227           | 48,81 %           |

### Volksgruppen
In Indien teilt man die Bevölkerung in die drei Kategorien general population, scheduled castes und scheduled tribes ein. Die scheduled castes (anerkannte Kasten) mit (2011) 40.260 Menschen (4,34 Prozent der Bevölkerung) werden heutzutage Dalit genannt (früher auch abschätzig Unberührbare betitelt). Die scheduled tribes sind die anerkannten Stammesgemeinschaften mit (2011) 8.419 Menschen (0,91 Prozent der Bevölkerung), die sich selber als Adivasi bezeichnen. Zu ihnen gehören in Assam 23 Volksgruppen. Mehr als 1000 Angehörige zählen die Bodo (auch Boro genannt) (4580 Personen oder 0,49 % der Distriktsbevölkerung) und Kachari, Sonwal (2161 Personen oder 0,23 % der Distriktsbevölkerung). Die Anteile der scheduled tribes sind in allen Subdivisionen tief. Die höchsten Anteile an Angehörigen der scheduled tribes haben die Subdivisionen Kalaigaon mit 8,24 % und Khoirabari mit 7,56 %.

### Bevölkerung des Distrikts nach Sprachen
Die Bevölkerung des Distrikts Darrang ist sprachlich gemischt. Assami (49,29 % der Bevölkerung) und Bengali (48,49 % der Bevölkerung) sind allerdings die beiden dominierenden Sprachgruppen. Der hohe Anteil von Menschen mit Bengali als Muttersprache ist der einwohnerreichsten Subdivision Dalgaon zu verdanken, wo 81,63 % der Bevölkerung Bengali als Muttersprache angeben. In den anderen fünf Subdivisionen hat Assami Anteile zwischen 68,47 % in Mangaldoi und 96,94 % in Sipajhar.
In den Städten liegt Assami (51,62 %) deutlich vor Bengali (40,74 %). Dort gibt es zudem zahlreiche Menschen, die Hindi als Muttersprache angeben (5,30 %). Zwischen den drei Städten gibt es allerdings enorme Unterschiede. In Kharupatia dominiert Bengali mit 82,16 % Anteil, in Mangaldoi Assami mit 81,42 % Anteil. Gerimari Chapori hat eine sprachlich gemischte Einwohnerschaft. Alle weiteren Sprachen stellen in sämtlichen sechs Subdivisionen nur kleine Minderheiten. Die weitverbreitetsten Einzelsprachen zeigt die folgende Tabelle:
| Jahr                                   | Assami  | Assami | Bengali | Bengali | Hindi | Hindi | Boro | Boro | Bhojpuri | Bhojpuri | Sadan/Sadri | Sadan/Sadri | Nepali | Nepali | Gesamt  | Gesamt   |
| Jahr                                   | Zahl    | %      | Zahl    | %       | Zahl  | %     | Zahl | %    | Zahl     | %        | Zahl        | %           | Zahl   | %      | Zahl    | %        |
| -------------------------------------- | ------- | ------ | ------- | ------- | ----- | ----- | ---- | ---- | -------- | -------- | ----------- | ----------- | ------ | ------ | ------- | -------- |
| 2011                                   | 457.696 | 49,29  | 449.405 | 48,40   | 6354  | 0,68  | 4221 | 0,45 | 3405     | 0,37     | 1799        | 0,19        | 1473   | 0,16   | 928.500 | 100,00 % |
| Quelle: Ergebnis der Volkszählung 2011 |         |        |         |         |       |       |      |      |          |          |             |             |        |        |         |          |

### Bevölkerung des Distrikts nach Bekenntnissen
Die Muslime (Assamesen und Bengalis) stellen mittlerweile die Bevölkerungsmehrheit. Dies vorwiegend wegen der starken Zuwanderung von muslimischen Bengalen aus dem benachbarten Bangladesch. Die ursprünglich dominierenden Hindus folgen dahinter. Doch gibt es enorme Unterschiede in den sechs Subdivisionen. Die einwohnerreichste Subdivision Dalgaon ist zu 88,27 % muslimisch. In den drei Subdivisionen Sipajhar (46,23 %), Mangaldoi (42,36 %) und Pathorighat (35,18 %) haben die Muslime ebenfalls hohe Anteile. Dagegen sind sie in den Subdivisionen Kalaigaon und Khoirabari nur kleine Minderheiten.
Ohne die Subdivision Dalgaon wären die Hindus immer noch mit 60,29 % Anteil in der Mehrheit. Die Muslime haben in diesen fünf Subdivisionen einen Bevölkerungsanteil von 39,43 %. Die Hindumehrheiten liegen in diesen Subdivisionen zwischen 53,56 % in Sipajhar und 95,19 % in Khoirabari. Alle drei Städte haben deutliche hinduistische Mehrheiten. Alle anderen Glaubensgemeinschaften stellen nur kleine Bevölkerungsanteile. Die genaue religiöse Zusammensetzung der Bevölkerung zeigt folgende Tabelle:
| Jahr                                   | Buddhisten | Buddhisten | Christen | Christen | Hindus  | Hindus | Jainas | Jainas | Muslime | Muslime | Sikhs | Sikhs | Andere | Andere | keine Angaben | keine Angaben | Gesamt  | Gesamt   |
| Jahr                                   | Zahl       | %          | Zahl     | %        | Zahl    | %      | Zahl   | %      | Zahl    | %       | Zahl  | %     | Zahl   | %      | Zahl          | %             | Zahl    | %        |
| -------------------------------------- | ---------- | ---------- | -------- | -------- | ------- | ------ | ------ | ------ | ------- | ------- | ----- | ----- | ------ | ------ | ------------- | ------------- | ------- | -------- |
| 2011                                   | 57         | 0,01       | 1688     | 0,18     | 327.322 | 35,25  | 724    | 0,08   | 597.392 | 64,34   | 431   | 0,05  | 19     | 0,00   | 867           | 0,09          | 928.500 | 100,00 % |
| Quelle: Ergebnis der Volkszählung 2011 |            |            |          |          |         |        |        |        |         |         |       |       |        |        |               |               |         |          |

## Bildung
Dank bedeutender Anstrengungen steigt die Alphabetisierung. Sie liegt mittlerweile bei rund 63 % (2001 noch bei 54,3 %). Im städtischen Bereich können fast 90 Prozent der Männer lesen und schreiben. Auf dem Land bei den Frauen dagegen nur 56 Prozent. Typisch für indische Verhältnisse sind die starken Unterschiede zwischen den Geschlechtern und der Stadt-/Landbevölkerung; doch liegen die Werte sogar für indische Verhältnisse weit auseinander.
| Alphabetisierung im Distrikt Darrang   |                   |                   |
| Einheit                                | Volkszählung 2011 | Volkszählung 2011 |
| Einheit                                | Anzahl            | Anteil            |
| GESAMT                                 | 487.039           | 63,08 %           |
| Männer                                 | 268.666           | 67,87 %           |
| Frauen                                 | 218.373           | 58,04 %           |
| STADT GESAMT                           | 42.964            | 85,92 %           |
| Stadt-Männer                           | 23.355            | 89,93 %           |
| Stadt-Frauen                           | 19.609            | 81,60 %           |
| LAND GESAMT                            | 444.075           | 61,50 %           |
| Land-Männer                            | 245.311           | 66,32 %           |
| Land-Frauen                            | 198.764           | 56,43 %           |
| Quelle: Ergebnis der Volkszählung 2011 |                   |                   |

## Verwaltung
Der Distrikt unterteilt sich in die sechs Subdistrikte Dalgaon (Pt), Kalaigaon (Pt), Khoirabari (Pt), Mangaldoi (Pt), Pathorighat (Pt) und Sipajhar.

## Verkehr
Im Distrikt gibt es keine Bahnlinien. Die wichtigste überregionale Straßenverbindung ist der National Highway 52. Der Busverkehr (auch mit Kleinbussen und Sammeltaxis) ist das wichtigste Verkehrsmittel im lokalen und regionalen Verkehr.

## Wirtschaft
Die Landwirtschaft spielt eine wichtige Rolle. Hauptanbauprodukt ist Reis. Daneben werden Kartoffeln, Jute, Zuckerrohr, Raps und Senfkorn angebaut. Beim Gemüseanbau dominieren Kohl,   Tomaten, Blumenkohl, Auberginen und Okra. Unter den Früchten sind Bananen, Jackfrucht, Guaven, Zitronen, Ananas, Litschi und Mangos die meist angebauten Sorten.
Daneben spielt die Tierhaltung eine bedeutende Rolle. Geflügel, Rinder, Enten und Ziegen sind die meistgehaltenen Haustiere. Zudem halten die Bauern Schafe, Büffel und Schweine.
Nebst der Landwirtschaft sind auch Fischerei und Teeanbau von erheblicher Bedeutung. Es gibt nur wenige Industriebetriebe. Kleinere Betriebe verarbeiten Baumwolle und Textilien. In der Heimarbeit dominieren Weberei und Töpferei und im Handwerk sind Schmiede, Goldschmiede und Silberschmiede die häufigsten Berufe.
Die insgesamt 324.843 Beschäftigten gliedern sich in 241.456 Hauptbeschäftigte/Vollzeitarbeitende und 83.387 Gelegenheitsarbeitende/geringfügig Beschäftigte auf. Beruflich sind 129.456 Personen oder 39,85 % Bauern und Bäuerinnen, 81.617 Personen oder 25,13 % Angestellte in der Landwirtschaft (Knechte, Mägde, Wanderarbeiter und Wanderarbeiterinnen), 10.542 Personen oder 3,25 % in Heimarbeit/im lokalen Kleingewerbe und 103.228 Personen oder 31,78 % in anderen Berufen tätig (Gewerbe, Handel, Dienstleistungsberufe, Industriebeschäftigte, Haushaltsangestellte etc.).
Von den Erwerbstätigen sind 246.864 Männer und 77.979 Frauen. Nur 31.625 Frauen oder 6,98 % der weiblichen Bevölkerung arbeiten als Hauptbeschäftigte/Vollzeitarbeitende. Unter den Hauptbeschäftigten/Vollzeitarbeitenden sind 209.831 Personen oder 86,90 % männlich.